# 欧特罗什
欧特罗什（法語：Hauteroche，法語發音：[otʁɔʃ]）是法国汝拉省的一个市镇，属于隆斯勒索涅区。该市镇于2016年由原市镇克朗索、格朗日叙博姆和米尔贝勒合并而成。

## 地理
欧特罗什（46°41'13"N, 5°39'38"E）面积38.93 平方千米，位于法国勃艮第-弗朗什-孔泰大區汝拉省，该省份为法国东部内陆省份，北起上索恩省，西北接科多尔省，西临索恩-卢瓦尔省，南至安省，东与杜省和瑞士接壤。
与欧特罗什接壤的市镇（或旧市镇、城区）包括：博姆莱梅雪、布里奥、佩里尼、沃维、塞耶河畔讷维、蓬迪纳瓦、沙蒂永、博讷方丹、韦尔日、安河畔蒙蒂尼、拉马尔。
欧特罗什的时区为UTC+01:00、UTC+02:00（夏令时）。

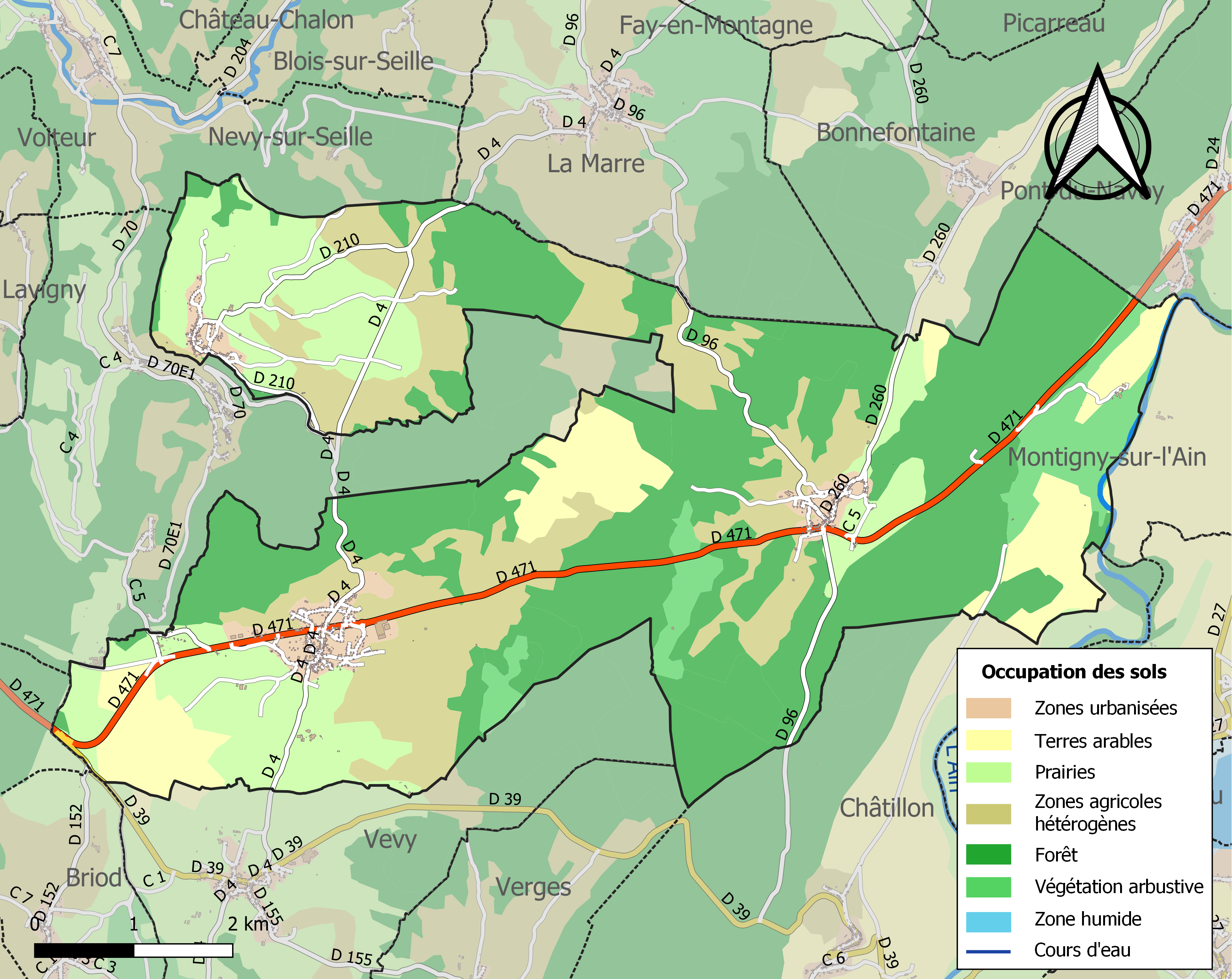
欧特罗什的OSM定位图

## 行政
欧特罗什的邮政编码为，INSEE市镇编码为39177。

## 政治
欧特罗什所属的省级选区为波利尼县。

## 人口
欧特罗什于2022年1月1日时的人口数量为977人。